# Credo
El credo o símbol de la fe és una fórmula fixa que resumeix els articles essencials de la religió cristiana i implica una sanció de l'autoritat eclesiàstica.

## Història

### Precedents
L'anomenat «símbol apostòlic» es compon essencialment d'una part trinitària —tres articles en què es professa la fe en les tres divines persones— i d'una altra cristològica, que va ser afegida al segon article.
| «           | Però queden algunes fórmules, compostes a manera de símbol, que no tenen la part cristològica: aquestes fórmules semblen més antigues que el «símbol dels apòstols». Una fórmula d'aquesta espècie, gairebé acristològica —que és potser la més antiga de totes— es conserva en l'obra, impregnada de gnosticisme, escrita entre els anys 150 i 180: Testamentum in Galilaea D. N. I. Christi, ed. I. Guerrier 1913, a "Patrologia orientalis IX", o en l'obra gairebé idèntica: Gespräche Jesu mit seinen Jüngern nach der Auferstehung, ed. C. Schmidt 1919, on (p. 192 i 32, respectivament) es troba aquest Símbol breu: «[Crec] en el Pare omnipotent,-i en Jesucrist, Salvador nostre-, i en l'Esperit Sant Paràclit, en la Santa Església, i en el perdó dels pecats. » | » |
| — Denzinger | |   |

### Origen del credo catòlic
Durant els concilis ecumènics de Nicea, en el 325 i Constantinoble, celebrat el 381, s'enuncia l'anomenat «Credo de Nicea-Constantinoble». Aquest credo va resumir les respostes definitives que van solucionar la crisi provocada per Arri, que negava la divinitat de Jesucrist, afirmant la fe trinitària, és a dir, a Déu Pare, Jesucrist Déu Fill i Déu Esperit Sant.
Hi ha un segon credo àmpliament conegut en l'Església i que porta el nom de «credo dels apòstols». És a aquests dos credos als quals s'adhereixen les tres principals vessants del cristianisme: els catòlics romans, els protestants i els ortodoxos.

### El credo en l'Església catòlica
El «credo dels apòstols», conegut també com a «símbol dels apòstols», és considerat el resum fidel de la fe dels apòstols. És l'antic símbol baptismal de l'Església Catòlica Romana. La seva gran autoritat prové del fet que és el símbol que guarda l'Església catòlica romana, la que va ser seu de l'apòstol Pere, un dels apòstols, i a la qual ell va portar a la doctrina comuna.

### Credo actual del catolicisme
L'actual Catecisme de l'Església Catòlica afirma:
| « | 192. En resposta a les necessitats de les diverses èpoques, han estat moltes, enllà dels segles, les professions o símbols de la fe: els símbols de les diferents Esglésies apostòliques i antigues, el Símbol «Quicumque» dit de sant Atanasi, les professions de fe d'alguns Concilis (Toledo; Laterà; Lió; Trento de certs Papes, com la «Fides Damasi» o el «Credo del poble de Déu» [SPF] de Pau VI (1968). 193. Cap dels símbols de les diferents etapes de la vida de l'Església no es pot considerar ultrapassat i inútil. Ens ajuden a atènyer la fe de sempre i a aprofundir-hi a través dels diversos resums que se n'han fet. Entre tots els símbols de la fe, n'hi ha dos que ocupen un lloc particular en la vida de l'Església: 194. El Símbol dels apòstols. L'anomenem així perquè el considerem amb raó com el resum fidel de la fe dels apòstols. És l'antic símbol baptismal de l'Església de Roma. La gran autoritat que té li ve d'aquest fet: «És el símbol conservat per l'Església romana, aquella on va seure Pere, el primer dels apòstols, i allí on ell va aportar la creença comuna de tots ells». 195. El Símbol dit de Nicea-Constantinoble. És de molta autoritat per haver sortit dels dos primers Concilis ecumènics (325 i 381). Encara avui l'utilitzen totes les grans Esglésies de l'Orient i de l'Occident. | » |

## Significat del credo per a altres Esglésies cristianes
El credo no es pot trobar escrit de manera literal a la Bíblia, ja que es tracta d'un compendi dels principis fonamentals de la fe cristiana, basats en l'Antic Testament, les cròniques de la vida i fets de Jesús continguts en els quatre evangelis, així com en els escrits i cartes escrites pels apòstols, la majoria d'aquests de la segona meitat del segle i. És per això que el credo és comú a l'Església Catòlica, l'Església Ortodoxa i les esglésies protestants, les tres principals vessants del cristianisme.

## Textos dels credos

### Símbol dels apòstols
| « | (llatí) Credo in Deum Patrem omnipotentem, Creatorem caeli et terrae, et in Iesum Christum, Filium Eius unicum, Dominum nostrum, qui conceptus est de Spiritu Sancto, natus ex Maria Virgine, passus sub Pontio Pilato, crucifixus, mortuus, et sepultus, descendit ad ínferos, tertia die resurrexit a mortuis, ascendit ad caelos, sedet ad dexteram Dei Patris omnipotentis, inde venturus est iudicare vivos et mortuos. Credo in Spiritum Sanctum, sanctam Ecclesiam catholicam, sanctorum communionem, remissionem peccatorum, carnis resurrectionem, vitam aeternam. Amen | (català) Crec en un Déu Pare totpoderós, Creador del cel i de la terra, i en Jesucrist, únic Fill seu, Senyor nostre, el qual fou concebut per obra de l'Esperit Sant, nasqué de Maria Verge; patí sota el poder de Ponç Pilat, fou crucificat, mort i sepultat; davallà als inferns, ressuscità el tercer dia d'entre els morts; se'n pujà al cel, seu a la dreta de Déu Pare totpoderós i d'allí ha de venir a judicar els vius i els morts. Crec en l'Esperit Sant; la santa Mare Església catòlica, (apostòlica, romana); la comunió dels sants; la remissió dels pecats; la ressurrecció de la carn; la vida perdurable. Amén | » |

El seu contingut dogmàtic és el següent:
- Crec en Déu: «El nostre Déu és l'únic Senyor».[8]
- Pare totpoderós: «Allò que és impossible als homes, és possible a Déu.»[9]
- Creador del cel i de la terra:«Al principi, Déu va crear el cel i la terra.»[10]
- Crec en Jesucrist:«Ell és esplendor de la glòria de Déu i empremta del seu mateix ésser»[11]
- Únic Fill seu:«Déu ha estimat tant el món que ha donat el seu Fill únic perquè no es perdi cap dels qui creuen en ell, sinó que tinguin vida eterna»[12]
- Senyor nostre:«(...) Déu ha constituït Senyor i Messies aquest Jesús que vosaltres vau crucificar.»[13]
- Que fou concebut per obra de l'Esperit Sant: «L'Esperit Sant vindrà sobre teu i el poder de l'Altíssim et cobrirà amb la seva ombra; per això el fruit que naixerà serà sant i l'anomenaran Fill de Déu»[14]
- Nasqué de Maria Verge:«Tot això va succeir perquè es complís allò que el Senyor havia anunciat pel profeta: La verge concebrà i tindrà un fill, i li posaran el nom d'Emmanuel, que vol dir Déu amb nosaltres.»[15]
- Patí sota el poder de Ponç Pilat:«Llavors Pilat feu assotar Jesús. Els soldats li van posar al cap una corona d'espines que havien trenat i el cobriren amb un mantell de porpra.»[16]
- Fou crucificat: «Prengueren, doncs, Jesús, i, portant-se ell mateix la creu, va sortir cap a l'indret anomenat «Lloc de la Calavera», que en hebreu es diu Gòlgota. Allà el crucificaren, juntament amb dos més, un a cada banda, i Jesús al mig. Pilat va fer escriure un rètol i el feu posar a la creu. Hi havia escrit: Jesús de Natzaret, el rei dels jueus.»[17]
- Mort i sepultat:«Jesús va cridar amb tota la força: Pare, confio el meu alè a les teves mans. I havent dit això, va expirar.»[18]«Va baixar-lo de la creu, l'embolcallà amb un llençol i el va dipositar en un sepulcre tallat a la roca, on encara no havien posat mai ningú»[19]
- Davallà als inferns:«També Crist patí per raó dels pecats una vegada per sempre. Ell, el just, va patir pels injustos, per conduir-vos a Déu. El seu cos va ser mort, però l'Esperit el feu viure. Llavors anà a dur la seva proclama als esperits empresonats»[20][n 1]
- Ressucità el tercer dia d'entre els morts: «Crist morí pels nostres pecats, com deien ja les Escriptures, i fou sepultat; ressuscità el tercer dia, com deien ja les Escriptures»[21]
- Se'n pujà al cel i seu a la dreta de Déu Pare totpoderós: «Jesús, el Senyor, després de parlar-los, fou endut al cel i s'assegué a la dreta de Déu»[22]
- D'allí ha de venir a judicar els vius i els morts: «Ell ens ordenà que prediquéssim al poble i testimoniéssim que Déu l'ha constituït jutge de vius i de morts»[23]
- Crec en l'Esperit Sant: «I l'esperança no enganya, perquè Déu, donant-nos l'Esperit Sant, ha vessat el seu amor en els nostres cors.»[24]
- Crec en l'Església, que és una:.«Que tots siguin u, com tu, Pare, estàs en mi i jo en tu. Que també ells estiguin en nosaltres, perquè el món cregui que tu m'has enviat»[25]
- Santa: Crist, el Fill de Déu, a qui amb el Pare i amb l'Esperit es proclama 'l'únic sant', va estimar la seva Església com la seva muller. Ell es va entregar per ella per santificar-la la va unir a si mateix amb el seu propi cos i la va omplir amb el do de l'Esperit per a glòria de Déu.[26] L'Església és, doncs, «el Poble sant de Déu»,[27] i els seus membres són anomenats «sants».[28]
- Catòlica: En grec, καθολικῆ (katholikḗ) significa universal. Per la fe, l'home és estalvi en confessar que Jesús és el seu Senyor i Salvador, sense importar el país de procedència: «[…] vindrà molta gent d'orient i d'occident i s'asseuran a taula amb Abraham, Isaac i Jacob en el Regne del cel.»[29]
- Apostòlica: Jesús va dotar a la seva comunitat d'una estructura que romandrà fins a la plena consumació del Regne. En primer lloc està l'elecció dels Dotze amb Pere com el seu Cap,[30] ja que representen les dotze tribus d'Israel,[31] ells són els fonaments de la nova Jerusalem.[32] Els Dotze[33] i els altres deixebles[34] participen en la missió de Crist, en el seu poder, i també en la seva sort.[35] Amb tots aquests actes, Crist prepara i edifica la seva Església.[36]
- Crec en la comunió dels sants: «Després d'això, vaig veure que hi havia una multitud tan gran que ningú no l'hauria poguda comptar. Eren gent de totes les nacions, tribus, pobles i llengües. S'estaven drets davant el tron i davant l'Anyell, vestits de blanc i amb palmes a les mans»
- La remissió dels pecats: «Però si reconeixem els nostres pecats, ell, que és fidel i just, ens els perdonarà i ens purificarà de tot mal»[37]
- La ressurrecció de la carn:«I si habita en vosaltres l'Esperit d'aquell qui va ressuscitar Jesús d'entre els morts, també, gràcies al seu Esperit que habita en vosaltres, aquell qui va ressuscitar el Crist d'entre els morts donarà la vida als vostres cossos mortals.»[38]
- La vida perdurable (eterna): «No hi haurà més nit, no caldrà la llum dels gresols ni la del sol: el Senyor Déu els il·luminarà, i regnaran pels segles dels segles.»[39]
- Amén: «El qui dona testimoni de tot això, diu: Sí, vinc de seguida. Amén! Vine, Senyor Jesús!»[40]

### Credo de Nicea-Constantinoble
El credo nicenoconstantinopolità es va escriure formalment durant el Primer Concili Ecumènic a Nicea (l'any 325) i durant el Segon Concili Ecumènic a la Ciutat de Constantinoble (any 381). És més explícit i més detallat que l'apostòlic. És l'emprat a la celebració eucarística.
| « | (grec antic) Πιστεύω εἰς ἕνα Θεόν, Πατέρα, Παντοκράτορα, ποιητὴν οὐρανοῦ καὶ γῆς, ὁρατῶν τε πάντων καὶ ἀοράτων. Καὶ εἰς ἕνα Κύριον Ἰησοῦν Χριστόν, τὸν Υἱὸν τοῦ Θεοῦ τὸν μονογενῆ, τὸν ἐκ τοῦ Πατρὸς γεννηθέντα πρὸ πάντων τῶν αἰώνων. Φῶς ἐκ φωτός, Θεὸν ἀληθινὸν ἐκ Θεοῦ ἀληθινοῦ, γεννηθέντα οὐ ποιηθέντα, ὁμοούσιον τῷ Πατρί, δι' οὗ τὰ πάντα ἐγένετο. Τὸν δι' ἡμᾶς τοὺς ἀνθρώπους καὶ διὰ τὴν ἡμετέραν σωτηρίαν κατελθόντα ἐκ τῶν οὐρανῶν καὶ σαρκωθέντα ἐκ Πνεύματος Ἁγίου καὶ Μαρίας τῆς Παρθένου καὶ ἐνανθρωπήσαντα. Σταυρωθέντα τε ὑπὲρ ἡμῶν ἐπὶ Ποντίου Πιλάτου, καὶ παθόντα καὶ ταφέντα. Καὶ ἀναστάντα τῇ τρίτῃ ἡμέρᾳ κατὰ τὰς Γραφάς. Καὶ ἀνελθόντα εἰς τοὺς οὐρανοὺς καὶ καθεζόμενον ἐκ δεξιῶν τοῦ Πατρός. Καὶ πάλιν ἐρχόμενον μετὰ δόξης κρῖναι ζῶντας καὶ νεκρούς, οὗ τῆς βασιλείας οὐκ ἔσται τέλος. Καὶ εἰς τὸ Πνεῦμα τὸ Ἅγιον, τὸ κύριον, τὸ ζωοποιόν, τὸ ἐκ τοῦ Πατρὸς ἐκπορευόμενον, τὸ σὺν Πατρὶ καὶ Υἱῷ συμπροσκυνούμενον καὶ συνδοξαζόμενον τὸ λαλῆσαν διὰ τῶν προφητῶν. Εἰς μίαν, Ἁγίαν, Καθολικὴν καὶ Ἀποστολικὴν Ἐκκλησίαν. Ὁμολογῶ ἓν βάπτισμα εἰς ἄφεσιν ἁμαρτιῶν. Προσδοκῶ ἀνάστασιν νεκρῶν. Καὶ ζωὴν τοῦ μέλλοντος αἰῶνος | (llatí) Credo in unum Deum, patrem omnipotentem, factorem cæli et terræ, visibilium omnium et invisibolium. Et in unum Dominum Iesum Christum, filium Dei Unigenitum, et ex Patre natum ante omnia sæcula. Deum de Deo, lumen de lumine, Deum verum de Deo vero, genitum, non factum, consubstantialem Patri: per quem ómnia facta sunt. Qui propter nos homines et propter nostram salutem descendit de cælis. Et incarnatus est de Spiritu Sancto ex Maria Virgine, et homo factus est. Crucifixus etiam pro nobis sub Pontio Pilato; passus, et sepultus est, et resurrexit tertia die, secundum Scripturas, et ascendit in cælum, sedet ad dexteram Patris. Et iterum venturus est cum gloria, iudicare vivos et mortuos, cuius regni non erit finis. Et in Spiritum Sanctum, Dominum et vivificantem: qui ex Patre (Filioque) procedit. Qui cum Patre et Filio simul adoratur et conglorificatur: qui locutus est per prophetas. Et unam, sanctam, catholicam et apostolicam Ecclesiam. Confiteor unum baptisma in remissionem peccatorum. Et expecto resurrectionem mortuorum, et vitam venturi sæculi. Amen | » |

Text en català
Crec en un sol Déu,
Pare totpoderós,
Creador del cel i de la terra,
De totes les coses visibles i invisibles
I en un sol Senyor, Jesucrist, Fill Unigènit de Déu, Nascut del Pare abans de tots els segles Déu nat de Déu, Llum resplendor de la Llum, Déu veritable nascut del Déu veritable, engendrat, no pas creat, de la mateixa naturalesa del Pare: per ell tota cosa fou creada El qual per nosaltres els homes I per la nostra salvació davallà del cel.
I, per obra de l'Esperit Sant, s'encarnà de la Verge Maria, i es feu home.
Crucificat després per nosaltres sota el poder de Ponç Pilat patí i fou sepultat,
i ressuscità el tercer dia, com deien ja les Escriptures, i se'n pujà al cel, on seu a la dreta del Pare i tornarà gloriós, a judicar els vius i els morts i el seu regnat no tindrà fi. Crec en l'Esperit Sant Que és Senyor i infon la vida Que procedeix del Pare i del Fill. I juntament amb el Pare i el Fill és adorat i glorificat; que parlà per boca del profetes.
I en una sola Església, santa, catòlica i apostòlica. Professo que hi ha un sol baptisme per perdonar el pecat i espero la resurrecció dels morts, i la vida de la glòria. Amén